# William Jackson Harper
William Fitzgerald Harper, művésznevén William Jackson Harper (Dallas, 1980. február 8. –) amerikai színész.
Legismertebb alakítása Chidi Anagonye A Jó Hely című sorozatban. A The Resort című sorozatban is szerepelt.

## Fiatalkora
1980. február 8-án született Dallasban. Garlandban nőtt fel, és a Lakeview Centennial High Schoolba járt. 2003-ban diplomázott a College of Santa Fe-ben. 2003-ban Harper a "William Jackson Harper" művésznevet választotta, amikor regisztrált az Actors' Equity Associationbe; a "William Harper" legtöbb változata már használatban volt, a "Fitzgerald"-ot pedig túl hosszúnak tartotta. Ezután úgy döntött, hogy édesanyja tiszteletére a lánykori nevét, a "Jackson"-t használja színpadi középső névként.

## Pályafutása
Első komolyabb szerepe a The Electric Company című sorozatban volt. 2016 és 2020 között A Jó Hely című sorozatban szerepelt. 2018-ban szerepelt a Leletek című filmben. 2019-ben a Sötét vizeken című filmben. 2021-ben a Love Life című sorozatban szerepelt. 2023-ban A Hangya és a Darázs: Kvantumánia című filmben szerepelt.

## Magánélete
Ali Ahn színésznővel jár.

## Filmográfia

### Filmek
| Év   | Magyar cím                        | Eredeti cím                       | Szerep                | Magyar hang            |
| ---- | --------------------------------- | --------------------------------- | --------------------- | ---------------------- |
| 2010 | Véres románc                      | All Good Things                   | Moynihan asszisztense |                        |
| 2012 |                                   | That's What She Said              | Harry                 |                        |
| 2015 | Igaz történet                     | True Story                        | Zak Rausch            | Horváth-Töreki Gergely |
| 2016 | Paterson                          | Paterson                          | Everett               | Hamvas Dániel          |
| 2018 | Leletek                           | They Remain                       | Keith                 |                        |
| 2019 |                                   | Lost Holiday                      | Mark                  |                        |
| 2019 | Fehér éjszakák                    | Midsommar                         | Josh                  | Hamvas Dániel          |
| 2019 | Sötét vizeken                     | Dark Waters                       | James Ross            | Szabó Máté             |
| 2020 |                                   | David                             | David                 |                        |
| 2020 |                                   | The Man in the Woods              | Buster Heath          |                        |
| 2021 | Szakítottunk                      | We Broke Up                       | Doug                  |                        |
| 2023 |                                   | Landscape with Invisible Hand     | Mr. Campbell          |                        |
| 2023 | A Hangya és a Darázs: Kvantumánia | Ant-Man and the Wasp: Quantumania | Quaz                  | Kádár-Szabó Bence      |

### Televíziós szerepek
| Év         | Magyar cím                       | Eredeti cím                  | Szerep                                              | Megjegyzések                                 |
| ---------- | -------------------------------- | ---------------------------- | --------------------------------------------------- | -------------------------------------------- |
| 2007       | Esküdt ellenségek: Bűnös szándék | Law & Order: Criminal Intent | Chayne Danforth                                     | 1 epizód                                     |
| 2009       |                                  | Great Performances           | Melville                                            | 1 epizód                                     |
| 2009       |                                  | Mercy                        | David Green                                         | 1 epizód                                     |
| 2009–2011  |                                  | The Electric Company         | Danny Rebus                                         | főszereplő                                   |
| 2010       | Esküdt ellenségek                | Law & Order                  | Derek Waldron                                       | 1 epizód                                     |
| 2011       | A stúdió                         | 30 Rock                      | Lázadó                                              | 1 epizód                                     |
| 2013       | Felejthetetlen                   | Unforgettable                | Andry Fotre                                         | 1 epizód                                     |
| 2014       | A kenderfutár                    | High Maintenance             | Andrew                                              | 1 epizód                                     |
| 2015       | A célszemély                     | Person of Interest           | Strobel                                             | 1 epizód                                     |
| 2015       | Feketelista                      | The Blacklist                | Biztonság őr                                        | 1 epizód                                     |
| 2016–2020  | A Jó Hely                        | The Good Place               | Chidi Anagonye                                      | főszereplő                                   |
| 2016       |                                  | Deadbeat                     | Adam                                                | 1 epizód                                     |
| 2017       |                                  | The Breaks                   | Stephen Jenkins                                     | 3 epizód                                     |
| 2019       | Jack Ryan                        | Jack Ryan                    | Xander                                              | 2 epizód                                     |
| 2020, 2021 | Amerikai fater                   | American Dad!                | TV riporter, vegyesbolt pénztáros, Nathaniel (hang) | 3 epizód                                     |
| 2021–      | Űrkutyák                         | Dogs in Space                | Cipó (hang)                                         | 9 epizód magyar hangja Hamvas Dániel         |
| 2021       | A föld alatti vasút              | The Underground Railroad     | Royal                                               | 4 epizód                                     |
| 2021       | Konspirációs korporáció          | Inside Job                   | Bryan Jacobsen (hang)                               | 1 epizód                                     |
| 2021       |                                  | Love Life                    | Marcus Watkins                                      | főszereplő                                   |
| 2021       | 2021: Legyen már vége!           | Death to 2021                | Zero Fournine                                       | különkiadás                                  |
| 2022       |                                  | The Resort                   | Noah                                                | főszereplő                                   |
| 2022       |                                  | Little Demon                 | Jimmy                                               | 1 epizód                                     |
| 2024       | Talpig férfi                     | A Man in Full                | Wes Jordan                                          | - főszereplő - magyar hangja: - Welker Gábor |